# Österreichische Handballmeisterschaft 2001/02
Die 41. Saison der Österreichischen Handballmeisterschaft begann im August 2001 und endete im Mai 2002. Der amtierende Meister der Saison 2000/01 A1 Bregenz, konnte seinen Titel verteidigen.

## Handball Liga Austria
In der höchsten Spielklasse, der HLA, sind zehn Teams vertreten.
Die Meisterschaft wurde in mehrere Phasen gegliedert. In der Hauptrunde spielten alle Teams eine einfache Hin- und Rückrunde gegen jeden Gegner. Danach wurde die Liga in zwei Gruppen geteilt.
Die ersten acht Teams spielten in einer weiteren Hin- und Rückrunde um den Einzug ins HLA-Finale, während die letzten zwei Teams gegen die besten vier Mannschaften der zweithöchsten Spielklasse um den Klassenerhalt kämpfen mussten.

### Grunddurchgang HLA
|     | Verein                          | R  | S  | U | N  | Tore    | Diff. | Punkte |
| --- | ------------------------------- | -- | -- | - | -- | ------- | ----- | ------ |
| 1.  | HC Linz AG                      | 18 | 14 | 2 | 2  | 510:431 | +79   | 30     |
| 2.  | A1 Bregenz (M)                  | 18 | 14 | 0 | 4  | 512:463 | +49   | 28     |
| 3.  | HC Telekom Wien WAT Margareten  | 18 | 11 | 1 | 6  | 513:504 | +9    | 23     |
| 4.  | Alpla HC Hard                   | 18 | 9  | 4 | 5  | 465:447 | +18   | 22     |
| 5.  | UHC Stockerau                   | 18 | 10 | 0 | 8  | 508:487 | +21   | 20     |
| 6.  | HSG Raiffeisen Bärnbach/Köflach | 18 | 8  | 0 | 10 | 477:489 | −12   | 16     |
| 7.  | Wolfhose West Wien              | 18 | 6  | 2 | 10 | 505:519 | −14   | 14     |
| 8.  | UHC Goldmann Druck Tulln        | 18 | 5  | 1 | 12 | 442:503 | −61   | 11     |
| 9.  | HIT medicent Innsbruck          | 18 | 2  | 6 | 10 | 470:491 | −21   | 10     |
| 10. | UHC Gänserndorf                 | 18 | 2  | 2 | 14 | 441:509 | −68   | 6      |

| Legende | Legende                    |
| ------- | -------------------------- |
|         | Meister-Playoff            |
|         | Abstiegs-Playoff           |
| (M)     | Meister der letzten Saison |

### Meister-Playoff
|    | Verein                          | R  | S  | U | N  | Tore    | Diff. | Punkte |
| -- | ------------------------------- | -- | -- | - | -- | ------- | ----- | ------ |
| 1. | HC Linz AG                      | 14 | 12 | 1 | 1  | 378:319 | +59   | 32     |
| 2. | A1 Bregenz (M)                  | 14 | 11 | 0 | 3  | 402:358 | +44   | 28     |
| 3. | Alpla HC Hard                   | 14 | 8  | 0 | 6  | 357:328 | +29   | 20     |
| 4. | HC Telekom Wien WAT Margareten  | 14 | 7  | 0 | 7  | 426:425 | +1    | 19     |
| 5. | UHC Stockerau                   | 14 | 5  | 0 | 9  | 374:401 | −30   | 13     |
| 6. | HSG Raiffeisen Bärnbach/Köflach | 14 | 4  | 2 | 8  | 350:378 | −28   | 12     |
| 7. | Wolfhose West Wien              | 14 | 4  | 0 | 10 | 368:418 | −50   | 9      |
| 8. | UHC Goldmann Druck Tulln        | 14 | 3  | 1 | 10 | 350:378 | −28   | 7      |

### HLA-Finale (Best of three)
| Verein     | Tore  | Verein     |  |
| ---------- | ----- | ---------- |  |
| A1 Bregenz | 28:23 | HC Linz AG |  |
| HC Linz AG | 34:36 | A1 Bregenz |  |

### HLA-Endstand
| Legende | Legende                    |
| ------- | -------------------------- |
|         | EHF Champions League       |
| (M)     | Meister der letzten Saison |